# Frank Schäffler

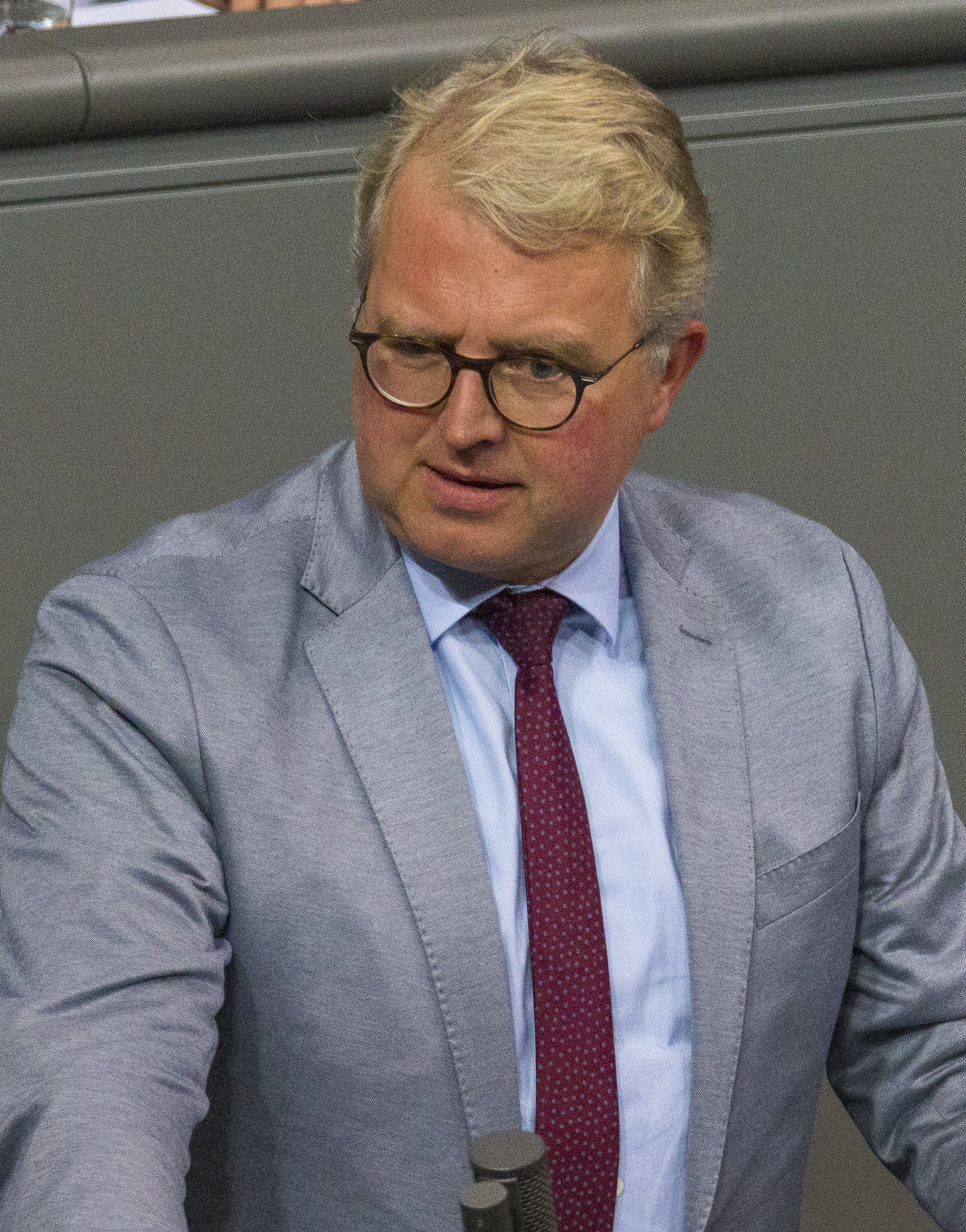
Frank Schäffler im Bundestag (2020)

Frank Uwe Schäffler (* 22. Dezember 1968 in Schwäbisch Gmünd) ist ein deutscher Politiker (FDP). Von 2005 bis 2013 war er Mitglied des Deutschen Bundestages, dem er von 2017 bis 2025 erneut angehörte.

## Leben und Beruf
Nach einer Ausbildung zum Industriekaufmann bei der Hoffmann’s Stärkefabriken AG in Bad Salzuflen absolvierte Schäffler ein Studium der Betriebswirtschaftslehre an den Fachhochschulen in Paderborn und Bielefeld, das er 1996 als Diplom-Betriebswirt (FH) abschloss. Von 1997 bis 2010 war er selbstständiger Handelsvertreter für die MLP AG.
Im September 2014 erschien sein Buch Nicht mit unserem Geld! im Finanzbuch Verlag.
Schäffler wohnt in Bünde, ist verheiratet und hat einen Sohn sowie eine Tochter.

## Partei
Seit 1987 ist Schäffler Mitglied der FDP. Er war von 1987 bis 1990 Kreisvorsitzender in Lippe und von 1990 bis 1993 Vorsitzender des Bezirksverbandes Ostwestfalen-Lippe der Jungen Liberalen.
Von 2002 bis Februar 2012 war er FDP-Vorsitzender im Kreis Herford und wurde von Stephen Paul abgelöst. Seit 2004 gehört er dem Landesvorstand der FDP Nordrhein-Westfalen an, seit April 2024 als stellvertretender Landesvorsitzender. Im Mai 2011 wählte ihn der Bundesparteitag in den FDP-Bundesvorstand und er übernahm den Vorsitz des Bezirksverbandes Ostwestfalen-Lippe von Gudrun Kopp. Im März 2013 wurde Schäffler als Mitglied des Bundesvorstands nicht wiedergewählt.
Seit März 2018 ist Schäffler Kreisvorsitzender der FDP im Kreis Minden-Lübbecke und folgte damit auf Kai Abruszat. Im April 2025 verzichtete Schäffler auf eine erneute Kandidatur als Bezirksvorsitzender der FDP OWL. Seit Mai 2025 ist er Mitglied im Bundesvorstand der FDP.

## Abgeordneter
Von 1989 bis 2000 gehörte Schäffler für die FDP dem Kreistag Lippe, ab 1996 als Fraktionsvorsitzender, und von 1999 bis 2005 der Landschaftsversammlung Westfalen-Lippe, hier ab 2004 als Fraktionsvorsitzender, an.
Von 2005 bis 2013 war er Mitglied des Deutschen Bundestages. In dieser Eigenschaft war er Mitglied des Verwaltungsrats der Bundesanstalt für Finanzdienstleistungsaufsicht (BaFin) und bis zu seinem Rücktritt 2010 Obmann der FDP im Finanzausschuss. In der FDP-Fraktion strebte Schäffler den Vorsitz des Arbeitskreises Wirtschaft und Finanzen sowie das Amt des finanzpolitischen Sprechers an, unterlag jedoch Hermann Otto Solms bzw. Volker Wissing.
Schäffler zog 2005 und 2009 über die Landesliste Nordrhein-Westfalen (Listenplätze 12 bzw. 11) in den Bundestag ein. 2013 kandidierte er auf Listenplatz 5, verlor jedoch sein Mandat, da die FDP unter der Fünf-Prozent-Hürde blieb. 2017 kandidiert er auf Listenplatz 10, nachdem er sich im zweiten Wahlgang knapp gegen die Bielefelderin Jasmin Wahl-Schwentker durchgesetzt hatte.
2005, 2009 und 2013 bewarb sich Schäffler im Wahlkreis Herford – Minden-Lübbecke II erfolglos um ein Direktmandat (Erststimmenanteile 3,6 %, 9,6 % bzw. 3,5 %).
2017 kandidierte Schäffler erneut und erhielt – diesmal im Wahlkreis Minden-Lübbecke I – 7,7 % der Erststimmen. Er zog als 9. der nordrhein-westfälischen Landesliste der FDP in den Bundestag ein.
Im 19. Deutschen Bundestag war Schäffler ordentliches Mitglied im Finanzausschuss, sowie stellvertretendes Mitglied im 3. Untersuchungsausschuss. Im 20. Deutschen Bundestag ist er ordentliches Mitglied im Haushaltsausschuss, im Ausschuss für Digitales sowie stellvertretendes Mitglied im Finanzausschuss. Er ist Mitglied im 2. Untersuchungsausschuss der 20. Wahlperiode des Deutschen Bundestages.

## Prometheus-Institut
2014 gründete Schäffler die Denkfabrik Prometheus – Das Freiheitsinstitut, deren Kuratorium die Ökonomen Thomas Mayer (Vorsitzender) sowie Stefan Kooths und Justus Haucap angehören. Schäffler nannte 2015 das amerikanische Cato Institute als Vorbild. Das Institut wende sich laut der Frankfurter Allgemeinen Zeitung gegen den „wohlmeinenden Staat, der regulierend eingreift“. Staatliche Interventionen würden zu weiteren staatlichen Interventionen und langfristig zu einem Verlust von Freiheit führen. Laut Lobbycontrol setzt sich Prometheus „für eine schrankenlose unternehmerische Freiheit“ ein und steht weitreichender Marktregulierung zum Verbraucher-, Arbeits- und Umweltschutz als „Bedrohung der Freiheit“ skeptisch gegenüber.
Im Mai 2015 wurde ein von Prometheus in Auftrag gegebenes und von Kuratoriumsmitglied Haucap mitverfasstes Gutachten veröffentlicht, das die Privatisierung des öffentlich-rechtlichen Rundfunks in Deutschland fordert. Auch Schäffler selbst fordert das Ende des Rundfunkbeitrags und bezeichnet die Öffentlich-Rechtlichen als „Staatsfunk“ – ein Schlagwort, das vor allem AfD-Leute und Querdenker nutzen. In einem Bericht von Prometheus zu Tabaksteuern und Werbeverboten für das Suchtmittel werden diese Maßnahmen als „Lifestyle-Regulierungen“ bezeichnet.
Prometheus ist Partner des Atlas Network aus den USA, welches von ExxonMobil, Philip Morris sowie Charles G. Koch und David H. Koch finanziert wird. Das Atlas Netzwerk fördert und vernetzt weltweit libertäre und neoliberale Organisationen. Im Juni 2023 sagte Schäffler gegenüber der Zeit, sein Institut habe nie Geld durch das Atlas Network oder die Koch-Brüder erhalten. Das knapp zehnköpfigen Team würde durch Crowdfunding und Beiträge deutscher Familienunternehmer finanziert. Deren Namen wollte er nicht nennen. Gegenüber Correctiv räumte das Institut 2024 jedoch ein, vier „projektbezogene Zuwendungen“ durch das Atlas Netzwerk erhalten zu haben. Laut Correctiv habe Schäffler damit „offenbar die Öffentlichkeit getäuscht“.
2023 erhielt die Organisation 256.735 US-Dollar für das Projekt The Freedom Accelerator: Reviving the German Freedom Movement von der John Marks Templeton Stiftung.
Bis zum Sommer 2023 war das Prometheus-Institut gemäß Lobbyregistergesetz im Lobbyregister registriert. Vor einer Novelle, welche die Offenlegung der Finanzierung notwendig gemacht hätte, trat das Prometheus-Institut aus dem Lobbyregister aus. Den Austritt begründete das Institut laut der Bundestagsverwaltung damit, „keine Interessenvertretung mehr zu betreiben“. Gegenüber der Presse gab das Institut an, man habe „niemals Interessenvertretung betrieben“. Im Registereintrag 2023 führte das Institut jedoch noch aus der „Vernetzung innerhalb des liberalen Spektrums“ zu dienen und für diese sich „auch an Mitarbeiter und Mitarbeiterinnen von Abgeordneten und Fraktionen“ zu wenden.

## Politische Positionen

### Grundsätzliche politische Verortung
Schäffler bezeichnet sich als klassischen Liberalen. 2009 war er Redner auf der Gründungsveranstaltung der „Libertären Plattform in der FDP“, welcher er aber nicht beitrat. Die Süddeutsche Zeitung charakterisierte ihn als Anhänger des „Manchestertums“, eines „extremen Wirtschaftsliberalismus“. Schäffler wies dies zurück; er bewundere jedoch die liberale Bewegung des 19. Jahrhunderts um Eugen Richter oder Hermann Schulze-Delitzsch für deren Politik bürgerschaftlicher Selbsthilfe zur Verbesserung der sozialen Verhältnisse wie den Aufbau des Genossenschaftswesens.
Im September 2010 gründeten Schäffler und weitere Abgeordnete die inzwischen inaktive parteiinterne Gruppe Liberaler Aufbruch, die sich an Friedrich August von Hayek orientiert. Die Gruppe forderte unter anderem, das Antidiskriminierungsgesetz abzuschaffen, vertragsbrüchige Staaten aus der Eurozone auszuschließen und die Emissionsminderungsziele der Klimapolitik zu überprüfen. Schäffler wurde im Juni 2011 mit der Auffassung wiedergegeben, das staatliche Geldmonopol sei zu beenden.

### Euro- und EU-Politik
Im März 2010 forderte Schäffler, Griechenland müsse sich wegen seiner Schuldenkrise „radikal von Beteiligungen an Firmen trennen und auch Grundbesitz, zum Beispiel unbewohnte Inseln, verkaufen“. Am 18. Mai 2010 trat er aus Protest gegen den diesbezüglichen Kurs der schwarz-gelben Bundesregierung als FDP-Obmann im Finanzausschuss des Bundestages zurück. Er stimmte im Bundestag gegen die Griechenland-Hilfen und den Europäischen Stabilisierungsmechanismus.
Der Publizist Albrecht von Lucke bezeichnete Schäffler im Juni 2011 als Zentrum der „Anti-EU-Position“, die „noch in der Minderheit“ sei.
Auf dem 62. FDP-Bundesparteitag im Mai 2011 brachte Schäffler einen Antrag gegen eine Verstetigung von Finanzhilfen im Euro-Raum ein. Dieser wurde von mehreren Abgeordneten und dem prominenten linksliberalen FDP-Mitglied Burkhard Hirsch mitgetragen, jedoch von zwei Dritteln der Delegierten abgelehnt.
Am 29. September 2011 stimmte er im Bundestag als einer von 13 „Abweichlern“ in der schwarz-gelben Koalition gegen die Verstetigung der Finanzhilfen und die Erhöhung der deutschen Bürgschaften von 123 Milliarden Euro auf 211 Milliarden Euro.
Am 9. September 2011 initiierte Schäffler einen parteiinternen Mitgliederentscheid über die Position der FDP zum Europäischen Stabilitätsmechanismus, der von Burkhard Hirsch und Holger Krahmer unterstützt wurde. Schäffler sammelte ausreichend Unterschriften von FDP-Mitgliedern, um den Entscheid durchzuführen, allerdings unterlag sein Antrag bei der Entscheidung im Dezember 2011 mit 44,2 % dem konkurrierenden Antrag des Bundesvorstandes, der 54,5 % erreichte.
Am 29. Juni 2012 stimmte Schäffler im Bundestag gegen den ESM, da dieser die Bundesrepublik völkerrechtlich binde und „Entscheidungen über deutsches Geld auch gegen den Willen des deutschen Gesetzgebers“ ermögliche. Ein Parlament ohne „Letztentscheidungshoheit über Haushaltsmittel“ sei machtlos, seiner „eigentlichen Aufgabe beraubt“ und eine „leere Hülle“. Die Verlagerung von Haushaltssouveränität auf den ESM verletzte daher das Demokratieprinzip des Grundgesetzes.
Schäffler sah sich wegen seines Widerstands gegen den Kurs der FDP-Führung und sein Abweichen von der Fraktionsdisziplin innerhalb der FDP-Fraktion „Druck und Ausgrenzung“ ausgesetzt. Als „schlimmstes Erlebnis“ schilderte er „[d]as kollektive Klopfen. In einer Fraktionssitzung signalisiert man seine Zustimmung […], indem man auf den Tisch klopft. […] [W]enn der Vorsitzende sich über mich ausgelassen hat, […] haben […] alle geklopft. Wenn ich etwas entgegnet habe, hat keiner geklopft. Das war wirklich hart, sowas steckt man nicht einfach weg.“ Trotzdem erhielt er vor der Bundestagswahl 2013 den sicheren Listenplatz 5 der Landesliste in Nordrhein-Westfalen (gegenüber Platz 11 2009 und Platz 12 2005), verfehlte jedoch den Wiedereinzug, da die FDP an der Sperrklausel scheiterte.

### Klimapolitik
Schäffler bezweifelt den menschengemachten Klimawandel und fordert die Aufgabe der deutschen Klimaschutz-Ziele, da sie seiner Ansicht nach der Wirtschaft schaden (Stand 2011). Anlässlich der Veröffentlichung des dritten Teils des fünften Sachstandsberichts des Weltklimarats Mitte April 2014 bezeichnete Schäffler sich selbst als Klimaskeptiker. Er schrieb: 

„Ich bekenne hiermit: Ich bin ein Klimaskeptiker. Und wird es dennoch ein wenig wärmer, dann freue ich mich über die besseren Ernteerträge, die milderen Winter und den besseren Wein.“

 In diesem von Christian Stöcker als „sehr aggressiv“ beurteilten Beitrag schrieb er hinsichtlich des Klimawandels von „Klimahysterie“, „Schuldkomplex“ und „Umerziehungsversuche[n]“ und behauptete, „die Eisbären werden mehr“.
Schäffler lehnt die Energiewende ab und bezeichnet sie als obrigkeitsstaatlich verordnete „Klimareligion“. Sein „Prometheus-Institut“ ist Mitglied im Atlas Network, wo vor allem marktradikal ausgerichtete und von der fossilen Energieindustrie finanzierte Organisationen Mitglied sind. Für das Blog Tichys Einblick verfasste er ein Schmähgedicht über den Klimaforscher Hans Joachim Schellnhuber, das unter anderem die Zeile „Die Eisbären knien ganz dankbar davor, hoch oben schwebt jubelnd Herrn Schellnhubers Chor“ enthält. Im Hinblick auf die Klimaschutzaktivisten der Letzten Generation erklärte Schäffler, diese erinnere ihn „erschreckend an die Frühphase“ der linken Terrororganisation RAF. „Letztlich“ gehe „es auch hier um den Kampf gegen die freiheitliche demokratische Grundordnung.“
Schäffler war beim Gebäudeenergiegesetz die treibende Kraft, den bereits in der Ampelkoalition abgestimmten Entwurf erneut zu torpedieren, dem die FDP bereits zugestimmt hatte. Das Gesetz nannte er eine „Atombombe für unser Land“, sammelte 101 Fragen, welcher er an Robert Habeck schickte, verlinkte bei Twitter einen Bild-Artikel mit der Überschrift: „Habeck plant den nächsten Heiz-Hammer“ und kommentierte mit den Worten „unfassbar dämlich“. Ferner schrieb er, gemäß seinem Schornsteinfeger koste eine Wärmepumpenheizung im Altbau ca. 150.000 Euro. Kurz nach Änderung des Entwurfs offenbarte er in einer Talkshow, dass er sich gerade dazu entschieden habe, selbst eine Wärmepumpe in einem neugebauten Haus installieren zu lassen.

### Covid-19-Pandemie
Mitte Mai 2020 regte Schäffler an, die aufgrund der COVID-19-Pandemie beschlossene Epidemische Lage von nationaler Tragweite noch vor der Sommerpause des Bundestags wieder aufzuheben. Bei Besserung der Infiziertenzahlen seien „Einschränkungen der Grundrechte nicht mehr verhältnismäßig“ und die Rückkehr zum Alltag nötig.
Im September 2022 stimmte er als einer von sieben Abgeordneten der FDP-Fraktion im Bundestag gegen eine Neufassung des Infektionsschutzgesetzes der Ampel-Koalition. Insbesondere kritisierte er, dass die Bundesländer hierdurch zu viele Möglichkeiten hätten, freiheitseinschränkende Maßnahmen gegen die Pandemie einzuführen.

## Mitgliedschaften und publizistische Tätigkeiten
Schäffler ist Mitglied der Ludwig-Erhard-Stiftung. Als Bundestagsabgeordneter war er Mitglied der Europa-Union Parlamentariergruppe.
Bis 2015 schrieb er regelmäßig eine Kolumne in der Zeitschrift eigentümlich frei. Bis August 2020 schrieb er für die Online-Zeitung und das „liberal-konservative“ Monatsmagazin Tichys Einblick die Kolumne „Schäfflers Freisinn“.
Schäffler war bis Anfang 2021 Mitglied der Friedrich A. von Hayek-Gesellschaft. Sein Austritt steht im Zusammenhang mit der fehlenden Distanzierung des Vereins zur Alternative für Deutschland.
Schäffler sitzt im Beirat der Lobbyorganisation Die Familienunternehmer.

## Schriften
- Nicht mit unserem Geld! Die Krise unseres Geldsystems und die Folgen für uns alle. Finanzbuch Verlag, München 2014, ISBN 978-3-89879-652-1.
- Anmerkungen zur Steuergerechtigkeit in Deutschland. In: Philipp Rösler, Christian Lindner (Hrsg.): Freiheit: gefühlt – gedacht – gelebt. Liberale Beiträge zu einer Wertediskussion. VS Verlag für Sozialwissenschaften, Wiesbaden 2009, ISBN 978-3-531-16387-1, S. 247–254.

## Ehrungen
2024 wurde Schäffler mit dem Bundesverdienstkreuz am Bande ausgezeichnet.